# Гадаксара
Гадаксара (исп. Gadaxara; VIII век) — военачальник короля Астурии Альфонсо II, участник Реконкисты.

## Биография

### Свидетельство Ибн Идари
Единственный нарративный источник сообщающий о Гадаксаре — труд жившего в XIV веке арабского историка Ибн Идари «Удивительное известие с сообщениями о Магрибе», в котором, в том числе, повествуется об организованном в 795 году эмиром Кордовы Хишамом I походе в Астурийское королевство.
В ходе этой военной компании войско мавров в 10 000 воинов под командованием Абд аль-Карима ибн Абд аль-Вахида ибн Мугита вторглось в центральные районы земель испанских христиан. Намеревавшийся им противостоять вблизи Асторги король Альфонсо II из-за значительного численного превосходства мусульман был вынужден отступить вглубь своих владений. При отступлении арьергард его армии был разбит маврами в сражении при Бабиасе. Понимая, что при столкновении с основными силами мусульман победа, вероятнее всего, будет на стороне кордовцев, король Альфонсо II отделил от своей армии отряд в 3000 всадников во главе с Гадаксарой, повелев тому любой ценой задержать мавров до тех пор, пока астурийцы не отойдут на позиции, более удобные для борьбы с мусульманской конницей.
Войска Гадаксары и Абд аль-Карима ибн Абд аль-Вахида ибн Мугита встретились на берегу реки Кирос (вблизи одноимённого селения), неподалёку от слияния её с рекой Пьельго. Несмотря на мужество астурийцев, победу в сражении одержали мавры. Бо́льшая часть воинов Гадаксары пала на поле боя, а сам он попал в плен.
Несмотря на поражение в сражении на Киросе, войску во главе с Гадаксарой удалось приостановить наступление мавров. Это позволило войску Астурийского королевства достигнуть более удобной для сражения с маврами местности, и на берегу реки Налон ещё раз сразиться с ними.

### Современные исследования
Из труда Ибн Идари не ясно, какую должность занимал Гадаксара при дворе Альфонсо II. Вероятно, что столь важное поручение, как командование сражением против мавров, мог получить только один из наиболее приближённых к королю Астурии людей.
На основании ономастических исследований предполагается, что имя Гадаксара, использованное Ибн Идари, является искажённым вариантом одного из христианских имён вестготского происхождения. Возможно, что в действительности военачальника астурийцев звали Гундемар, Гондемар или Готмар.
О судьбе Гадаксары после сражения на реке Кирос сведений в исторических источниках не сохранилось. Предполагается, он мог быть казнён маврами или умереть у них в плену.